# Qemal Stafa
Qemal Stafa (ur. 20 marca 1920 w Elbasanie, zm. 5 maja 1942 w Tiranie) – albański działacz komunistyczny i eseista. W działalności artystycznej używał pseudonimu Brutus.

## Życiorys

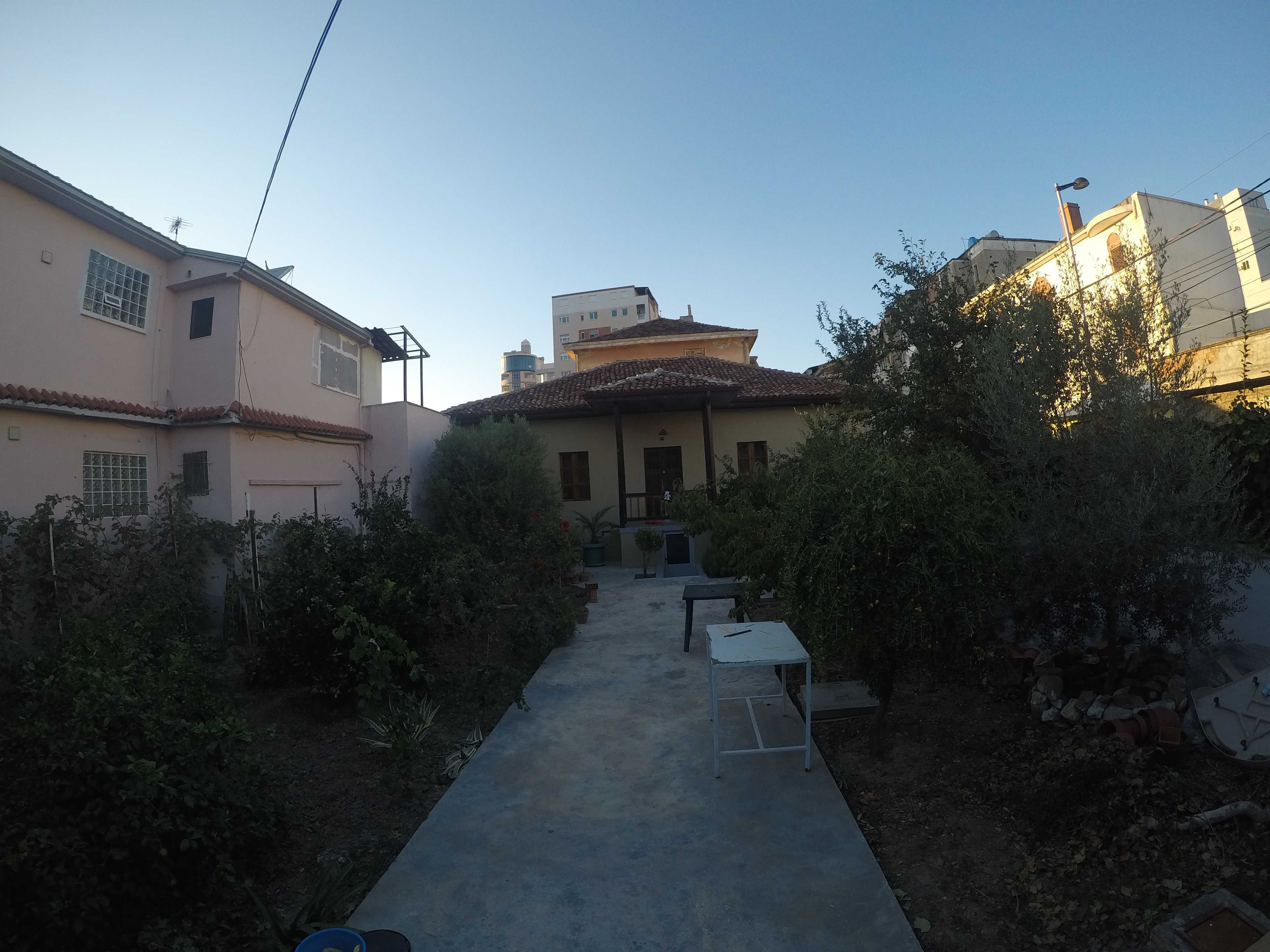
Dom Qemala Stafy (2018)

Uczył się w szkole jezuickiej w Szkodrze do 1933 roku, następnie uczęszczał do gimnazjum. W wieku 14 lat opublikował swój pierwszy esej pod tytułem Nanë dla czasopisma dla dzieci o nazwie Vatra e Rinija; praca była również opublikowana częściowo w 1956 roku w czasopiśmie Zëri i Rinija oraz w całości dla Drity w 1961 roku.
Po śmierci ojca przeniósł się wraz z rodziną do Tirany w lipcu 1936 roku; w latach 1936-1937 był kierownikiem działu literackiego w stowarzyszeniu uczniów szkół średnich Fryma e Re. Wraz z Zefem Malą, Vasilem Shanto i Tukem Jakovą współzałożył w 1937 roku Komunistyczną Grupę Szkodry.
Po raz pierwszy został aresztowany latem 1938 roku. 15 stycznia 1939 roku albańskie Ministerstwo Spraw Wewnętrznych wydało zarządzenie o ponownym aresztowaniu Qemala Stafy za jego działalność komunistyczną; ten został zatrzymany dziewięć dni później we własnym domu. Został przewieziony do jednej z placówek żandarmerii oraz umieszczony w małym pokoju. W czasie trwających tydzień przesłuchań, prowadzonych przez zawodowego sierżanta oraz trzech żandarmów, był zakuty w kajdanki, bity i torturowany. Na początku lutego został skazany za działalność komunistyczną na trzy lata pozbawienia wolności; Stafa przyznał się do zarzucanych mu czynów. 7 kwietnia uciekł z więzienia w trakcie zamieszek w zakładzie karnym; podczas ucieczki został ranny. 
1 października 1939 roku opublikował swój drugi esej dla Fashizmi – oficjalnego czasopisma wydawanego przez Albańską Partię Faszystowską.
Od września 1939 do 1941 roku studiował prawo na Uniwersytecie Florenckim; przerwał naukę i wrócił do Albanii. W listopadzie 1941 roku dołączył do Komunistycznej Partii Albanii, został najmłodszym członkiem 12-osobowego Komitetu Centralnego Komunistycznej Partii Albanii, kilka tygodni później został wybrany na przewodniczącego Związku Młodzieży Pracy Albanii.
5 maja 1942 roku został na przedmieściach Tirany otoczony przez 200 albańskich milicjantów i zastrzelony. O zabójstwo podejrzewało się jednak albańskich komunistów, w tym nawet Envera Hodżę. 12 maja Komunistyczna Partia Albanii przedstawiła własną wersję wydarzeń, według której Stafa eskortował swoich przyjaciół, sam miał przy sobie rewolwer, którym zabił dwóch milicjantów oraz dwóch innych ciężko zranił; miało mu się udać przedrzeć przez oblężenie, jednak zginął w wyniku postrzału o 9:35 rano.
Został pośmiertnie uhonorowany tytułem bohatera narodowego Albanii.

## Książki
- Qortimet e Vjeshtës. Shkrime letrare (1976; wydanie pośmiertne)

## Upamiętnienia

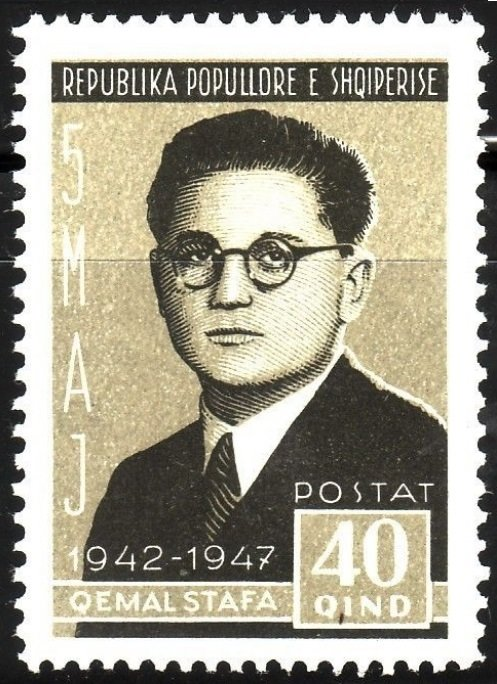
Albański znaczek pocztowy z wizerunkiem Qemala Stafy (1947)

Imieniem Qemala Stafy nazywano w Albanii ulice, place, szkoły oraz albański stadion narodowy, który został zlikwidowany w 2016 roku; w jego miejsce wybudowany nowy stadion Arena Kombëtare. W nazwanym jego imieniem jednym z tirańskich placów znajdowało się również jego popiersie.

### W kulturze
Na cześć Qemala Stafy zostało napisane kilka piosenek: Trim i fortë me yll në ballë (1966), Po më pesë maj më dyzet e dy (1967), Luftë e madhe asaj dite o Qemal (1969), Pesë maj u vra Qemali (1970), Qemal Stafa (1977), Këngë për Qemal Stafën (1977), Erdh Qemali në Delvinë (1979), Përmes flakës ra Qemali (1980), Qemal Stafa oraz Krenari për mëmëdhenë. Powstała również książka pod tytułem Qemal Stafa.

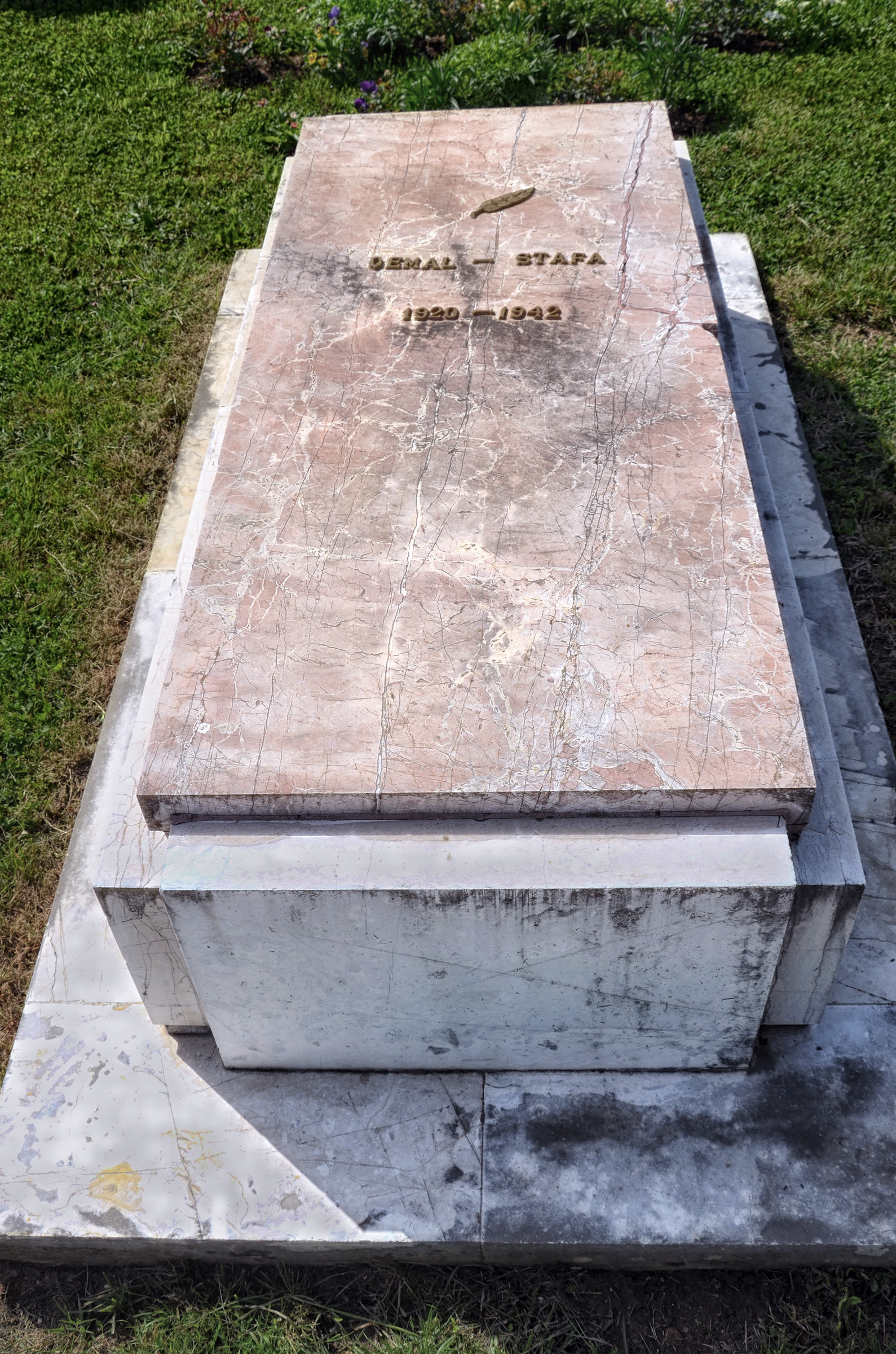
Grób Qemala Stafy w Tiranie (2017)

Po II wojnie światowej ustanowiono dzień 5 maja Dniem Męczenników.

## Życie prywatne
Syn Sabrii oraz oficera Hasana, który w 1923 roku przeniósł się do Szkodry, gdzie został dyrektorem lokalnego Biura Rekrutacyjnego.
Miał rodzeństwo. Jego narzeczoną była Drita Kosturi, a siostrzeńcem Veli Stafa.